# عکش
عکش (به عربی: عکش) یک روستا در سوریه است که در ناحیه بری شرقی واقع شده‌است. عکش ۱٬۱۶۷ نفر جمعیت دارد.